# تمدد حراري

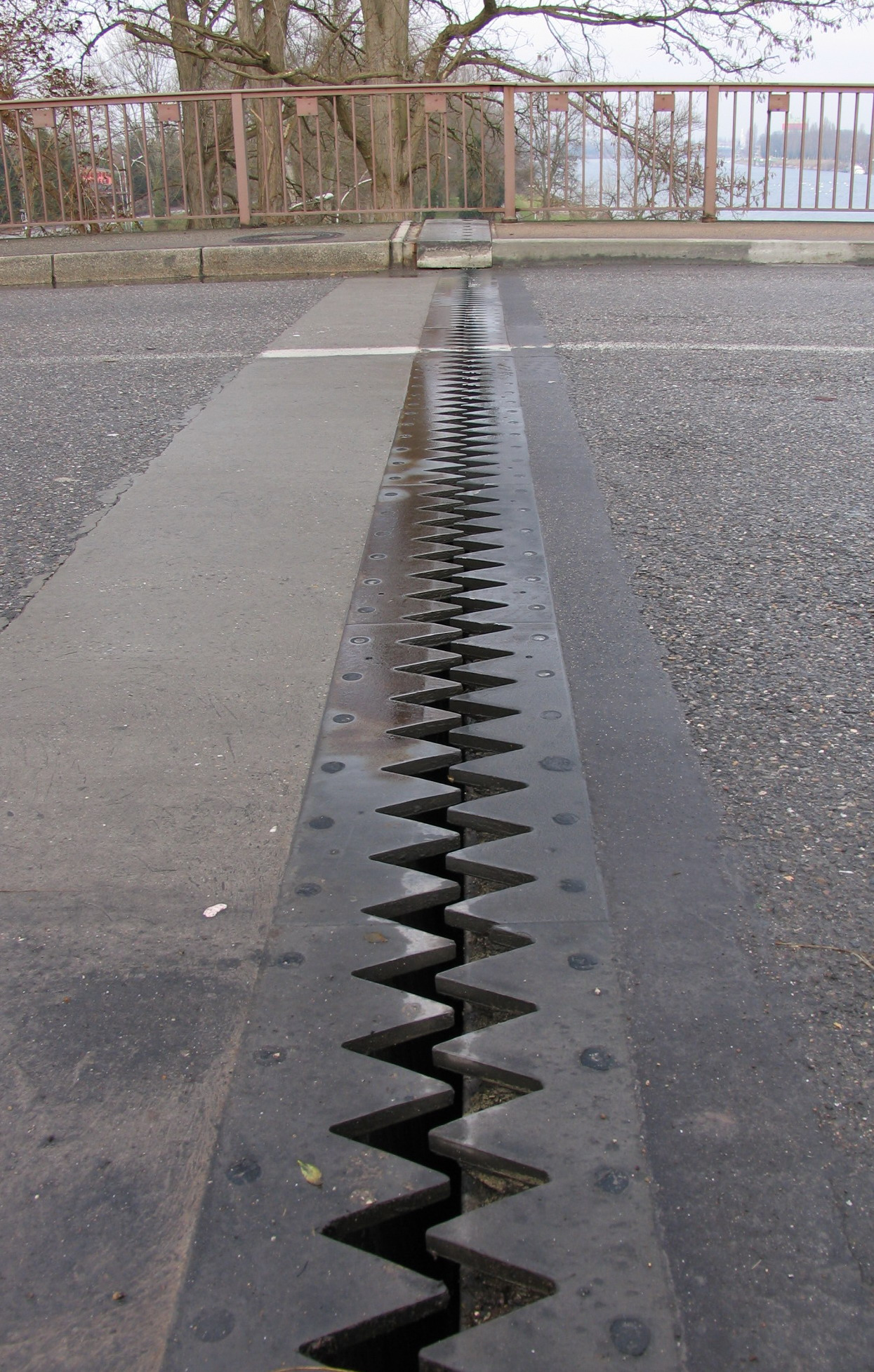
وصلة تمدد في جسر طرقي من أجل تجنب التمدد الحراري.

التمدد الحراري هو خاصيّة من خصائص المواد، والتي تميل فيها إلى حدوث زيادة في الحجم نتيجة ازدياد درجة الحرارة.
عندما تسخّن مادة ما فإن الطاقة الحركية للجزيئات المكوّنة لهذه المادة تزداد، مما ينتج عنه ازدياد في حركة الجسيمات، فينتج عن ذلك توسع في المسافة الفاصلة بينها فيزداد الحجم ككل. لذلك فإن أغلب المواد يزداد حجمها وتتمدد عندما تزداد درجة حرارتها. إن المواد التي تتقلص عند ازدياد درجة حرارتها قليلة ونادرة، ومحدودة ضمن مجال معيّن من درجات الحرارة.
إن درجة التمدد الحراري لمادة ما مقسوماً على التغيّر في درجة الحرارة يدعى معامل التمدد الحراري، وهو خاصّية مميّزة للمواد، إذ أن لكل مادة معامل تمدد حراري خاص بها.

## نظرة عامة

### التنبؤ بالتمدد
إذا وُجدت معادلة حالة، يمكن استعمالها للتنبؤ بقيم التمدد الحراري عند كل قيم الضغط ودرجات الحرارة المطلوبة، بالإضافة إلى توابع حالة عديدة أخرى.

### ظاهرة التقلص (التمدد الحراري السالب)
يتقلص عدد من المواد عند تسخينه ضمن مجالات معينة لدرجات الحرارة؛ يدعى هذا عادةً «التمدد الحراري السالب» بدلًا من «التقلص الحراري». على سبيل المثال، ينخفض معامل التمدد الحراري للماء إلى الصفر عند تبريده إلى درجة حرارة 3.983 مئوية ثم يصبح سالبًا تحت هذه الدرجة، يعني ذلك أن للماء كثافة أعظمية عند درجة الحرارة هذه، ويؤدي ذلك لحفاظ الكتل المائية على درجة الحرارة هذه في أعماقها الدنيا لفترات ممتدة من التعرض لدرجة حرارة دون الصفر. أيضًا، يمتلك السيليكون النقي بما يكفي معامل تمدد حراري سالب لدرجات حرارة بين 18 و120 كلفن.

### العوامل المؤثرة على التمدد الحراري
على عكس الغازات والسوائل، تميل المواد الصلبة للمحافظة على شكلها عند التعرض للتمدد الحراري.
ينخفض التمدد الحراري على العموم مع ازدياد طاقة الرابطة الجزيئية، ما يترك أثرًا أيضًا على درجة انصهار المواد الصلبة، لذا، من الأرجح للمواد ذات درجات الانصهار المرتفعة أن يكون تمددها الحراري أقل. بشكل عام، تتمدد السوائل بشكل أكبر قليلًا من المواد الصلبة. التمدد الحراري للزجاجيات أعلى بالمقارنة مع التمدد الحراري للمواد ذات البنية البلورية (تدعى أيضًا المواد الكريستالية). عند درجة الحرارة الانتقالية للزجاج، تؤدي إعادات التموضع التي تحدث في مادة غير متبلورة إلى انقطاعات مميزة لمعامل التمدد الحراري والحرارة النوعية. تسمح هذه الانقطاعات باكتشاف درجة الحرارة الانتقالية للزجاج التي يتحول عندها سائل فائق التبريد إلى زجاج.
قد يغير امتصاص الماء (أو مذيبات أخرى) أو امتزازه حجمَ العديد من المواد الشائعة؛ وهذا أكثر تأثيرًا من التمدد الحراري على تغيير حجم العديد من المواد العضوية. يمكن للدائن الشائعة المعرضة للماء أن تتمدد بنسبة مئوية كبيرة على المدى البعيد.

## معامل التمدد الحراري
يصف معامل التمدد الحراري كيف يتغير حجم شيء ما مع تغير درجة الحرارة. وبالتحديد، فإنه يقيس التغير النسبي في الحجم عند تغير درجة حرارة بمقدار درجة واحدة تحت ضغط ثابت. استحدثت أنواع عديدة من المعاملات: الحجمية والسطحية والخطية. يعتمد اختيار المعامل على التطبيق المحدد والأبعاد التي تُعتبر مهمة. بالنسبة للمواد الصلبة، يمكن أن يهتم المرء بالتغير مع الطول فقط، أو التغير على مساحة ما.
معامل التمدد الحراري الحجمي هو أكثر معاملات التمدد الحرارة بساطةً، والأكثر أهمية في الموائع. بشكل عام، تتمدد المواد وتتقلص عند تغير درجات حرارتها، ويحدث التمدد والتقلص على كل الاتجاهات. تدعى المواد التي تتوسع بنفس المقدار في كل الاتجاهات مواد متناحيةً. بالنسبة للمواد المتناحية، تكون معاملات التمدد الحراري السطحية والحجمية أكبر بضعفين وثلاثة أضعاف من معاملات التمدد الحراري الخطية، على الترتيب.
ترد التعاريف الرياضية لتلك المعاملات أدناه للمواد الصلبة والسائلة والغازية.

### معامل التمدد الحراري العام
في الحالة العامة لغاز، أو سائل، أو مادة صلبة، يعطى معامل التمدد الحراري الحجمي بالعلاقة:
{\displaystyle \alpha =\alpha _{\text{V}}={\frac {1}{V}}\,\left({\frac {\partial V}{\partial T}}\right)_{\mathrm {p} }}
ويشير الدليل p للمشتق إلى أن الضغط يبقى ثابتًا أثناء التمدد، ويؤكد الدليل V أن التمدد الحجمي (لا الخطي) هو الذي يدخل في هذا التعريف العام. عند دراسة غاز، فإن حقيقة ثبات الضغط أمر هام؛ لأن حجم الغاز يختلف بشكل ملحوظ مع الضغط ودرجة الحرارة. وفي حالة غاز ذي كثافة منخفضة، يمكن ملاحظة ذلك من قانون الغاز المثالي.

## التمدد في المواد الصلبة
من الضروري عند حساب التمدد الحراري الأخذ بعين الاعتبار كون الجسم حرًا في تمدده أو مقيدًا. عند كون الجسم حرًا في تمدده، يمكن حساب تمدد الجسم أو انفعاله ببساطة باستخدام معامل تمدده الحراري الممكن تطبيقه.
إذا كان الجسم مقيدًا بحيث لا يستطيع التمدد، فسينتج (أو يتغير) الإجهاد الداخلي بتغير درجة الحرارة. يمكن حساب هذا الإجهاد بدراسة الانفعال الذي كان سيحدث لو كان الجسم حرًا في تمدده والإجهاد اللازم لتخفيض ذلك الانفعال إلى الصفر، وذلك عبر علاقة الإجهاد/الانفعال التي يحددها عامل يونغ (أو عامل المرونة الأول). في الحالة الخاصة للمواد الصلبة، لا يؤثر الضغط الخارجي المحيط عادةً بشكل كبير على حجم الجسم، وبالتالي، ليس من الضروري عادةً أخذ أثر تغير الضغط بالاعتبار.
لا تتغير معاملات التمدد الحراري للمواد الهندسية الصلبة عادةً بشكل كبير ضمن مجال درجات الحرارة الذي صممت للعمل عنده، لذا، عندما لا تكون الدقة الشديدة مطلوبةً، يمكن إجراء الحسابات العملية على أساس معامل تمدد حراري بقيمة وسطية ثابتة.

### التمدد الخطي
يعني التمدد الخطي تغيرًا بجهة واحدة (الطول) في مقابل التغير في الحجم (التمدد الحجمي). بتقريب أول، يتعلق تغير قياسات طول شيء ما نتيجة التمدد الحراري بتغير درجة الحرارة وفق «معامل تمدد حراري خطي». وهو التغير النسبي في الطول لكل تغير في درجة الحرارة بمقدار درجة واحدة. بافتراض إمكان إهمال أثر الضغط، يمكن كتابة:
{\displaystyle \alpha _{L}={\frac {1}{L}}\,{\frac {dL}{dT}}}
حيث {\displaystyle L} قياس محدد للطول و{\displaystyle dL/dT} معدل تغير البعد الطولي ذاك لكل تغير واحدي في درجة الحرارة.
يمكن تقدير التغير في البعد الخطي تقريبيًا بأنه:
{\displaystyle {\frac {\Delta L}{L}}=\alpha _{L}\Delta T}
يمكن استعمال هذا التقريب طالما أن معامل التمدد الخطي لا يتغير بشدة مع تغير درجة الحرارة {\displaystyle \Delta T}، وطالما أن التغير النسبي في الطول صغير {\displaystyle \Delta L/L\ll 1}. إذا اختلّ أي من هذين الشرطين، تجب مكاملة المعادلة التفاضلية الدقيقة (باستخدام {\displaystyle dL/dT}).

### الآثار على الانفعال
يمكن تقدير كمية التمدد الحراري للمواد الصلبة ذات الأطوال المعتبرة، كالقضبان والكابلات، عن طريق انفعال المادة، الذي يُرمز له بالرمز {\displaystyle \epsilon _{\mathrm {thermal} }} ويعرّف بأنه:
{\displaystyle \epsilon _{\mathrm {thermal} }={\frac {(L_{\mathrm {final} }-L_{\mathrm {initial} })}{L_{\mathrm {initial} }}}}
حيث {\displaystyle L_{\mathrm {initial} }} هو الطول الابتدائي قبل تغير درجة الحرارة و{\displaystyle L_{\mathrm {final} }} الطول النهائي بعد تغير درجة الحرارة.
في معظم المواد الصلبة، يتناسب التمدد الحراري طردًا مع تغير درجة الحرارة:
{\displaystyle \epsilon _{\mathrm {thermal} }\propto \Delta T}
وبالتالي، يمكن تقدير التغير في كل من الانفعال أو درجة الحرارة تقريبيًا بالعلاقة:
{\displaystyle \epsilon _{\mathrm {thermal} }=\alpha _{L}\Delta T}
حيث
{\displaystyle \Delta T=(T_{\mathrm {final} }-T_{\mathrm {initial} })}
هو الفرق في درجات الحرارة بين انفعالين مسجلين، مقاسًا بدرجات فهرنهايت، أو درجات رانكين، أو الدرجات المئوية (سيليسيوس)، أو مقاسًا بالكلفن، و{\displaystyle \alpha _{L}} هو المعامل الخطي للتمدد الحراري بواحدة «لكل درجة فهرنهايت» أو «لكل درجة رانكين» أو «لكل درجة سيليسيوس» أو «لكل كلفن» ويرمز لها على التتالي °F−1, R−1, °C−1, or K−1,. في مجال ميكانيك الوسط المستمر، يُعامل التمدد الحراري وتُعامل آثاره على شكل مصفوفة مميزة للانفعال ومصفوفة مميزة للإجهاد.

### التمدد السطحي
يربط معامل التمدد الحراري السطحي بين التغير في أبعاد مساحة المادة والتغير في درجة الحرارة. هو التغير النسبي في المساحة لكل تغير في درجة الحرارة بمقدار درجة واحدة. بإهمال الضغط، يمكننا أن نكتب:
{\displaystyle \alpha _{A}={\frac {1}{A}}\,{\frac {dA}{dT}}}
حيث {\displaystyle A} مساحة ما مميزة من الجسم، و{\displaystyle dA/dT} معدل تغير تلك المساحة بالنسبة إلى واحدة تغير درجة الحرارة.
يمكن تقريب التغير النسبي في المساحة إلى:
{\displaystyle {\frac {\Delta A}{A}}=\alpha _{A}\Delta T}
يمكن استعمال هذه المعادلة طالما أن معامل التمدد السطحي لا يتغير بشدة في المجال الحراري {\displaystyle \Delta T}، والتغير النسبي في المساحة صغير {\displaystyle \Delta A/A\ll 1}. إذا اختل أحد الشرطين، تجب مكاملة العلاقة.

### التمدد الحجمي
يمكن إهمال آثار الضغط على المادة الصلبة، ويمكن عندها كتابة معامل التمدد الحراري الحجمي على الشكل:
{\displaystyle \alpha _{V}={\frac {1}{V}}\,{\frac {dV}{dT}}}
حيث {\displaystyle V} حجم المادة، و{\displaystyle dV/dT} معدل تغير الحجم مع درجة الحرارة.
يعني هذا أن حجم المادة يتغير بمقدار نسبي معين ثابت. مثلًا، تتغير كتلة من الفولاذ حجمها متر مكعب واحد ليصبح حجمها 1.02 متر مكعب عند ارتفاع درجة الحرارة بمقدار 50 كلفن. هذا تمدد مقداره 0.2%. لو كان لدينا كتلة من الفولاذ حجمها متران مكعبان، فعند نفس الشروط، ستتمدد ليصبح حجمها 2.04 متر مكعب، وهو أيضًا تمدد بمقدار 0.2%. يكون معامل التمدد الحراري الحجمي 0.2% لكل 50 كلفن، أو 0.004% K−1.
إذا كنا نعرف مسبقًا معامل التمدد، يمكننا حساب التغير في الحجم:
{\displaystyle {\frac {\Delta V}{V}}=\alpha _{V}\Delta T}
حيث {\displaystyle \Delta V/V} هو التغير النسبي في الحجم (0.002 في المثال) و{\displaystyle \Delta T} هو التغير في درجات الحرارة (50 درجة مئوية).
يفترض المثال السابق أن معامل التمدد لم يتغير بتغير درجة الحرارة وأن الزيادة في الحجم صغيرة بالمقارنة مع الحجم الأصلي. وهذا غير صحيح دائمًا، لكنه تقريب جيد لأجل تغيرات صغيرة في درجة الحرارة. إذا لم يتغير معامل التمدد الحجمي بشكل كبير مع درجة الحرارة، أو إذا كان ازدياد الحجم كبيرًا؛ تجب مكاملة العلاقة السابقة لتصبح:
{\displaystyle \ln \left({\frac {V+\Delta V}{V}}\right)=\int _{T_{i}}^{T_{f}}\alpha _{V}(T)\,dT}
{\displaystyle {\frac {\Delta V}{V}}=\exp \left(\int _{T_{i}}^{T_{f}}\alpha _{V}(T)\,dT\right)-1}
حيث {\displaystyle \alpha _{V}(T)} هو معامل التمدد الحجمي كتابع لدرجة الحرارة T، و{\displaystyle T_{i}}, {\displaystyle T_{f}} هما درجة الحرارة الابتدائية والنهائية على التتالي.

### المواد المتناحية (أو المواد متواحدة الخواص أو المواد الإيزوتروبية)
قيمة معامل التمدد الحراري الحجمي للمواد المتناحية ثلاثة أضعاف قيمة المعامل الخطي:
{\displaystyle \alpha _{V}=3\alpha _{L}}
تنشأ هذه النسبة من أن الحجم مركب من ثلاثة اتجاهات متعامدة فيما بينها. وبالتالي، ففي مادة متناحية، ولأجل تغيرات تفاضلية صغيرة، يكون ثلث التمدد الحجمي على محور وحيد. على سبيل المثال، لنأخذ مكعبًا من الفولاذ له أحرف طول كل منها L. عندها يكون الحجم الأصلي {\displaystyle V=L^{3}} وسيكون الحجم الجديد بعد ازدياد درجة الحرارة:
{\displaystyle V+\Delta V=(L+\Delta L)^{3}=L^{3}+3L^{2}\Delta L+3L\Delta L^{2}+\Delta L^{3}\approx L^{3}+3L^{2}\Delta L=V+3V{\Delta L \over L}.}
يمكننا بسهولة إهمال الحدود، لأن التغير في L مقدار صغير أصلًا، وبالتالي سيصغر كثيرًا عند تربيعه.
إذًا:
{\displaystyle {\frac {\Delta V}{V}}=3{\Delta L \over L}=3\alpha _{L}\Delta T.}
يبقى التقريب السابق صحيحًا لأجل تغيرات صغيرة في درجات الحرارة والأبعاد (أي عندما يكون {\displaystyle \Delta T} و{\displaystyle \Delta L} صغيرين)؛ لكنه لا يبقى صحيحًا إذا كنا نحاول الانتقال جيئة وذهابًا بين المعاملات الخطية والحجمية باستخدام قيم أكبر للفرق {\displaystyle \Delta T}. في تلك الحالة، يجب أخذ الحد الثالث (وأحيانًا حتى الحد الرابع) بالحسبان في المعادلة السابقة.
وبالمثل، فإن قيمة معامل التمدد الحراري السطحي هي ضعفا قيمة المعامل الخطي:
{\displaystyle \alpha _{A}=2\alpha _{L}}
يمكن إيجاد هذه النسبة بشكل مشابه لتلك التي في المثال الخطي أعلاه، بملاحظة أن مساحة وجه المكعب تساوي فقط {\displaystyle L^{2}}. أيضًا، يجب وضع نفس الاعتبارات عند التعامل مع قيم كبيرة للفرق {\displaystyle \Delta T}.

### المواد اللامتناحية (أو المواد متباينة الخواص أو الأنيزوتروبية)
إن المواد ذات البنى اللامتناحية، كالمواد ذات البنية البلورية (التي لها تناظر أقل من مكعب، كالأطوار المارتنسيتية) ومركبات عديدة، يكون لها بشكل عام معاملات تمدد حراري خطي مختلفة {\displaystyle \alpha _{L}} في الاتجاهات المختلفة. وكنتيجة لذلك، يتوزع التمدد الحجمي الكلي بشكلٍ غير متساوٍ على المحاور الثلاثة. إذا كان التناظر البلوري أحادي الميل أو ثلاثي الميل، تخضع زوايا تلك المحاور أيضًا للتغيرات الحرارية. من الضروري في الحالات المشابهة معاملة معامل التمدد الحراري على أنه متجه موتر له ما يصل إلى ستة عناصر مستقلة. من الجيد دراسة التمدد من خلال حيود المسحوق بواسطة الأشعة السينية لتحديد عناصر المتجه الموتر. يكون موتر معامل التمدد الحراري للمواد التي تمتلك خاصية تناظر مكعب (كالمواد ذات البلورات المتمركزة حجميًا (بي سي سي) والمواد ذات البلورات المتمركزة وجهيًا (إف سي سي)) متناحيًا (إيزوتروبيًا).

## اقرأ أيضاً
- معامل التمدد الحراري